# ウマースヴァーティ
ウマースヴァーティ（Umāsvāti）あるいはウマースヴァーミン（Umāsvāmin、空衣派ではこう呼ばれる）は、ジャイナ教の最もよく知られた綱要書『タットヴァールタ・スートラ』の著者。

## 概要
ウマースヴァーティの生涯の詳細に関しては諸説紛々としており一致を見ない。空衣派と白衣派の両方が彼に影響を受けている。彼は「アーチャーリヤ・ウマースヴァーミー」として知られている。「アーチャーリヤ」とは『ナモーカーラ・マントラ』によってパンチャ・パラメーシュティー（5種の優れた存在）のひとつとして挙げられている、ジャイナ教の精神的な指導者の名前の前につけられる称号である。
2世紀ごろの人物とされる（渡辺は4世紀の人とする）。著書『タットヴァールタ・スートラ』はサンスクリットで書かれた最古のジャイナ教の文献と考えられている。この書物はジャイナ教の教え全体を350のスートラ（短い句）に要約している。当時はジャイナ教のコミュニティーの分裂が起こっていなかったために二大宗派の両方が彼の影響を受けているのだと考えられるが、白衣派の使用しているテクストと空衣派のテクストでは相違が大きい。
白衣派によればウマースヴァーティは自ら『スヴォーパジュニャ・バーシヤ』という『タットヴァールタ・スートラ』の注釈書を記したとするが、空衣派は彼の著書であることを疑う。